# Conradign Netzer
Conradign Netzer (ur. 2 sierpnia 1980 r.) – szwajcarski narciarz, specjalista narciarstwa dowolnego. Zajął 20. miejsce w skicrossie podczas igrzysk olimpijskich w Vancouver. Był też czternasty w tej samej konkurencji na mistrzostwach świata w Ruka. Najlepsze wyniki w Pucharze Świata osiągnął w sezonie 2009/2010, kiedy to zajął 35. miejsce w klasyfikacji generalnej, a w klasyfikacji skicrossu był dziesiąty.

## Sukcesy

### Igrzyska olimpijskie
| Miejsce | Dzień     | Rok  | Miejscowość | Konkurencja | Zwycięzca      |
| ------- | --------- | ---- | ----------- | ----------- | -------------- |
| 20.     | 21 lutego | 2010 | Vancouver   | Skicross    | Michael Schmid |

### Mistrzostwa Świata
| Miejsce | Dzień    | Rok  | Miejscowość | Konkurencja | Zwycięzca             |
| ------- | -------- | ---- | ----------- | ----------- | --------------------- |
| 14.     | 18 marca | 2005 | Ruka        | Skicross    | Tomáš Kraus           |
| 6.      | 4 lutego | 2011 | Deer Valley | Skicross    | Christopher Del Bosco |

### Puchar Świata

#### Miejsca w klasyfikacji generalnej
- 2003/2004 – 162.
- 2004/2005 – 99.
- 2005/2006 – 76.
- 2007/2008 – 72.
- 2008/2009 – 126.
- 2009/2010 – 35.
- 2010/2011 –

#### Miejsca na podium
1. San Candido – 22 grudnia 2009 (Skicross) – 3. miejsce
2. Branäs – 13 marca 2011 (Skicross) – 3. miejsce
3. Voss – 19 marca 2011 (Skicross) – 2. miejsce

- W sumie (0 zwycięstw, 1 drugie i 2 trzecie miejsce).